# Ministère du Développement et de la Coordination de l'action gouvernementale
Le ministère du Développement et de la Coordination de l'action gouvernementale est le département ministériel du gouvernement béninois ayant pour mission de mettre en place des actions afin de favoriser le développement économique et social au Bénin. Il est chargé de définir des politiques et des stratégies de développement et d'en assurer leur mise en œuvre.
L'actuel ministre du Développement et de la Coordination de l'action gouvernementale est Abdoulaye Bio Tchané, en fonction depuis le 6 avril 2016.

## Attributions
La mission du ministère du Développement et de la Coordination de l'action gouvernement est de :
- impulser le développement économique et social ;
- assurer la coordination, le suivi et l'évaluation des politiques publiques ;
- coordonner l'action gouvernementale ;
- veiller à la mise en œuvre des actions et décisions du gouvernement.

## Organisation
La structure du ministère du Développement et de la Coordination de l'action gouvernementale comprend, outre le ministre d'État lui-même :
- les personnes et services directement rattachés au ministre ;
- le cabinet du ministre ;
- l'inspection générale du ministère ;
- le secrétariat général du ministère ;
- les directions centrales ;
- les directions techniques ;
- les directions départementales ;
- les organismes sous tutelle ;
- les organes de renforcement du système de contrôle et de la gouvernance.

### Personnes et services rattachés au ministre d'État
- Assistante du ministre d'État
- Secrétaire particulière du ministre d'État
- Inspection générale du ministère
- Personne responsable des marchés publics
- Cellule de contrôle des marchés publics

### Cabinet du ministre d'État
- Directeur de cabinet
- Directeur adjoint de cabinet
- Assistant du directeur de cabinet
- Secrétariat du cabinet
- Point focal communication
- Conseillère technique juridique
- Conseillère technique au suivi des affaires sociales
- Conseiller technique à la diversification économique
- Conseillère technique à l'économie
- Conseiller technique au suivi du développement des infrastructures et des innovations
- Conseiller technique à la gouvernance
- Conseiller technique chargé du suivi de la résilience

### Secrétariat général du ministère
- Secrétariat particulier
- Secrétariat administratif
- Cellule juridique

### Directions centrales
- Direction des systèmes d'information
- Direction de la planification, de l'administration et des finances

### Directions techniques
- Direction générale des politiques de développement ;
- Direction générale de la coordination et du suivi des objectifs de développement durables
- Direction générale de l'évaluation et de l'observatoire du changement social

### Directions départementales de développement
- Direction départementale de développement de l'Ouémé/Plateau
- Direction départementale de développement de l'Atlantique et du Littoral
- Direction départementale de développement du Mono et du Couffo
- Direction départementale de développement du Zou et des Collines
- Direction départementale de développement du Borgou
- Direction départementale de développement de l'Alibori
- Direction départementale de développement de la Donga
- Direction départementale de développement de l'Atacora

### Organisme sous-tutelle
- Centre de partenariat et d'expertise pour le développement durable

## Liste des ministres
Cette liste présente les ministres béninois du Plan et du Développement depuis la constitution premier gouvernement du Dahomey, formé le 28 mai 1957 par Sourou Migan Apithy, vice-président du Conseil de gouvernement.
| Ministre                                                     | Intitulé | Parti                                  | Début                                  | Fin                                    | Gouvernement                           |
| Colonie du Dahomey                                           | Colonie du Dahomey | Colonie du Dahomey                     | Colonie du Dahomey                     | Colonie du Dahomey                     | Colonie du Dahomey                     |
| Vice-présidence de Sourou Migan Apithy                       | Vice-présidence de Sourou Migan Apithy | Vice-présidence de Sourou Migan Apithy | Vice-présidence de Sourou Migan Apithy | Vice-présidence de Sourou Migan Apithy | Vice-présidence de Sourou Migan Apithy |
| ------------------------------------------------------------ | --- | -------------------------------------- | -------------------------------------- | -------------------------------------- | -------------------------------------- |
| Joseph Klika,                                                | Ministre du Plan et de l'Action rurale |                                        | 28 mai 1957                            | 18 février 1958                        | Apithy I                               |
| Jacques Plassard,                                            | Ministre des Affaires économiques et du Plan |                                        | 18 février 1958                        | 2 juillet 1958                         | Apithy I                               |
| Émile Derlin Zinsou,                                         | Ministre de l'Économie et du Plan |                                        | 2 juillet 1958                         | 4 décembre 1958                        | Apithy I                               |
|                                                              | |                                        |                                        |                                        |                                        |
| République du Dahomey                                        | |                                        |                                        |                                        |                                        |
| Vice-présidence de Sourou Migan Apithy                       | |                                        |                                        |                                        |                                        |
| Émile Derlin Zinsou                                          | Ministre de l'Économie et du Plan |                                        | 4 décembre 1958                        | 26 mai 1959                            | Apithy I                               |
| Présidence d'Hubert Maga                                     | |                                        |                                        |                                        |                                        |
| Georges Gavarry,                                             | Ministre de l'Économie et du Plan |                                        | 26 mai 1959                            | 2 novembre 1960                        | Maga I                                 |
| Sourou Migan Apithy                                          | Ministre des Finances, de l'Économie et du Plan | PDU                                    | 2 novembre 1960                        | 29 décembre 1960                       | Maga I                                 |
| Sourou Migan Apithy,                                         | Vice-président de la République, chargé du Plan et du Développement | PDU                                    | 30 décembre 1960                       | 28 octobre 1963                        | Maga I                                 |
| Présidence de Christophe Soglo                               | |                                        |                                        |                                        |                                        |
| Sourou Migan Apithy,                                         | Ministre d'État chargé des Finances, des Affaires économiques, du Plan, de l'Agriculture et de la Coopération                                                                                       | PDU                                    | 28 octobre 1963                        | 14 décembre 1963                       | Soglo I                                |
| François Aplogan                                             | Ministre-délégué au Plan |                                        | 14 décembre 1963                       | 25 janvier 1964                        | Soglo I                                |
| Présidence de Sourou Migan Apithy                            | |                                        |                                        |                                        |                                        |
| François Aplogan                                             | Ministre des Finances, des Affaires économiques et du Plan |                                        | 25 janvier 1964                        | 27 septembre 1965                      | Apithy II                              |
| Justin Ahomadegbé                                            | Président du Conseil, chef du gouvernement, chargé du Plan, de la Défense nationale, des Affaires intérieures, de la Sécurité et de l'Information                                                   | PDD                                    | 27 septembre 1965                      | 1er décembre 1965                      | Apithy II                              |
| Présidence de Tahirou Congacou                               | |                                        |                                        |                                        |                                        |
| Tahirou Congacou                                             | Président de la République, chef du gouvernement chargé de la Défense, des Affaires intérieures, de la Sécurité, des Affaires étrangères, de la Justice, du Plan et de l'Information                | PDD                                    | 1er décembre 1965                      | 24 décembre 1965                       | Congacou                               |
| Présidence de Christophe Soglo                               | |                                        |                                        |                                        |                                        |
| Christian Vieyra                                             | Haut-commissaire au Plan et au Tourisme |                                        | 24 décembre 1965                       | 30 décembre 1966                       | Soglo II                               |
| Émile Derlin Zinsou,                                         | Ministre des Affaires étrangères, du Plan et du Tourisme |                                        | 31 décembre 1966                       | 16 mai 1967                            | Soglo II                               |
| Bertin Borna                                                 | Ministre des Finances, des Affaires économiques et du Plan |                                        | 16 mai 1967                            | 18 décembre 1967                       | Soglo II                               |
| Présidences de Jean-Baptiste Hachème et de Maurice Kouandété | |                                        |                                        |                                        |                                        |
| Pascal Chabi Kao                                             | Ministre des Finances, des Affaires économiques et du Plan |                                        | 18 décembre 1967                       | 21 décembre 1967                       | Hachème/Kouandété                      |
| Présidence d'Alphonse Alley                                  | |                                        |                                        |                                        |                                        |
| Pascal Chabi Kao,                                            | Ministre des Finances, des Affaires économiques et du Plan |                                        | 21 décembre 1967                       | 17 juillet 1968                        | Alley                                  |
| Présidence d'Émile Derlin Zinsou                             | |                                        |                                        |                                        |                                        |
| Pascal Chabi Kao                                             | Ministre des Finances, des Affaires économiques et du Plan |                                        | 17 juillet 1968                        | 31 juillet 1968                        | Zinsou                                 |
| Émile Derlin Zinsou,                                         | Ministre de la Prospective et du Plan | Indépendant                            | 31 juillet 1968                        | 10 décembre 1969                       | Zinsou                                 |
| Présidence de Paul-Émile de Souza                            | |                                        |                                        |                                        |                                        |
| Paul-Émile de Souza,                                         | Président du Directoire, chargé des Affaires intérieures, de la Sécurité et de la Défense nationale, de l'Information et du Tourisme, de la Prospective et du Plan                                  | Militaire                              | 18 décembre 1969                       | 7 mai 1970                             | De Souza                               |
| Présidence d'Hubert Maga                                     | |                                        |                                        |                                        |                                        |
| Joseph Kèkè                                                  | Ministre de l'Économie et du Plan |                                        | 7 mai 1970                             | 7 mai 1972                             | Maga II                                |
| Présidence de Justin Ahomadegbé                              | |                                        |                                        |                                        |                                        |
| Joseph Kèkè                                                  | Ministre de l'Économie et du Plan |                                        | 7 mai 1972                             | 26 octobre 1972                        | Ahomadegbé                             |
| Présidence de Mathieu Kérékou                                | |                                        |                                        |                                        |                                        |
| Mathieu Kérékou                                              | Président de la République, chef de l'État, chef du gouvernement, chargé de Ia Défense nationale et du Plan                                                                                         | Militaire                              | 26 octobre 1972                        | 21 octobre 1974                        | Kérékou I                              |
| Mathieu Kérékou                                              | Président de la République, chef de l'État, chef du gouvernement, chargé de la Défense nationale, du Plan, de la Coordination des aides extérieures, de l'Information et de l'Orientation nationale | Militaire                              | 21 octobre 1974                        | 30 janvier 1976                        | Kérékou I                              |
| Augustin Honvoh                                              | Ministre délégué auprès du président de la République, chargé du Plan, de la Statistique et de la Coordination des aides extérieures                                                                | Militaire                              | 21 octobre 1974                        | 30 novembre 1975                       | Kérékou I                              |
|                                                              | |                                        |                                        |                                        |                                        |
| République populaire du Bénin                                | |                                        |                                        |                                        |                                        |
| Présidence de Mathieu Kérékou                                | |                                        |                                        |                                        |                                        |
| Augustin Honvoh                                              | Ministre délégué auprès du président de la République, chargé du Plan, de la Statistique et de la Coordination des aides extérieures                                                                | Militaire                              | 30 novembre 1975                       | 30 janvier 1976                        | Kérékou I                              |
| François Dossou                                              | Ministre délégué auprès du président de la République, chargé du Plan, de la Statistique et de la Coordination des aides extérieures                                                                | Militaire                              | 30 janvier 1976                        | 12 février 1980                        | Kérékou I                              |
| Aboubakar Baba-Moussa                                        | Ministre du Plan, de la Statistique et de l'Analyse économique |                                        | 12 février 1980                        | 9 avril 1982                           | Kérékou I                              |
| Zul Kifl Salami,                                             | Ministre du Plan, de la Statistique et de l'Analyse économique |                                        | 9 avril 1982                           | 3 août 1984                            | Kérékou I                              |
| Zul Kifl Salami,                                             | Ministre délégué auprès du président de la République, chargé du Plan et de la Statistique |                                        | 3 août 1984                            | 13 février 1987                        | Kérékou I                              |
| Mohamed Souradjou Ibrahim,                                   | Ministre délégué auprès du président de la République, chargé du Plan et de la Statistique |                                        | 13 février 1987                        | 29 juillet 1988                        | Kérékou I                              |
| Simon Ifèdé Ogouma                                           | Ministre délégué auprès du Président de la République, chargé du Plan et de la Statistique |                                        | 29 juillet 1988                        | 5 août 1989                            | Kérékou I                              |
| Robert Dossou                                                | Ministre délégué auprès du Président de la République, chargé du Plan et de la Statistique |                                        | 5 août 1989                            | 14 mars 1990                           | Kérékou I                              |
| Paul Dossou                                                  | Ministre du Plan et de la Statistique |                                        | 14 mars 1990                           | 4 avril 1991                           | Kérékou I                              |
| Paul Dossou                                                  | Ministre du Plan, de l'Économie et des Finances |                                        | 4 avril 1991                           | 29 juillet 1991                        | Kérékou I                              |
|                                                              | |                                        |                                        |                                        |                                        |
| République du Bénin                                          | |                                        |                                        |                                        |                                        |
| Présidence de Nicéphore Soglo                                | |                                        |                                        |                                        |                                        |
| Robert Tagnon,                                               | Ministre du Plan et de la Restructuration économique |                                        | 29 juillet 1991                        | 9 avril 1996                           | N. Soglo                               |
| Présidence de Mathieu Kérékou                                | |                                        |                                        |                                        |                                        |
| Albert Tévoédjrè,                                            | Ministre du Plan, de la Restructuration économique et de la Promotion de l'emploi | Notre cause commune                    | 9 avril 1996                           | 22 juin 1999                           | Kérékou II                             |
| Bruno Amoussou,                                              | Ministre d'État, chargé de la coordination de l'action gouvernementale, du Plan, du Développement et de la promotion de l'emploi                                                                    |                                        | 22 juin 1999                           | 7 mai 2003                             | Kérékou II/Kérékou III                 |
| Bruno Amoussou                                               | Ministre d'État, chargé de la Coordination de l'action gouvernementale, de la Prospective et du Développement                                                                                       |                                        | 7 mai 2003                             | 12 juin 2003                           | Kérékou III                            |
| Bruno Amoussou                                               | Ministre d'État, chargé du Plan, de la prospective et du Développement |                                        | 12 juin 2003                           | 4 février 2005                         | Kérékou III                            |
| Zul Kifl Salami                                              | Ministre d'État chargé de la Planification et du Développement |                                        | 4 février 2005                         | 8 avril 2006                           | Kérékou III                            |
| Présidence de Thomas Boni Yayi                               | |                                        |                                        |                                        |                                        |
| Pascal Koupaki,                                              | Ministre du Développement, de l'Économie et des Finances |                                        | 8 avril 2006                           | 17 juin 2007                           | Yayi I                                 |
| Pascal Koupaki,                                              | Ministre d'État chargé de l'Économie, de la Prospective, du Développement et de l'Évaluation de l'action publique                                                                                   |                                        | 17 juin 2007                           | 28 mai 2011                            | Yayi I/Yayi II                         |
| Marcel de Souza                                              | Ministre du Développement, de l'Analyse économique et de la Prospective |                                        | 28 mai 2011                            | 18 juin 2015                           | Yayi II                                |
| Lionel Zinsou,                                               | Premier ministre chargé du Développement économique, de l'Évaluation des politiques et de la Promotion de la bonne gouvernance                                                                      | Indépendant                            | 18 juin 2015                           | 6 avril 2016                           | Yayi II                                |
| Présidence de Patrice Talon                                  | |                                        |                                        |                                        |                                        |
| Abdoulaye Bio Tchané,                                        | Ministre d'État, chargé du Plan et du Développement | Bloc républicain                       | 6 avril 2016                           | 25 mai 2021                            | Talon I                                |
| Abdoulaye Bio Tchané,                                        | Ministre d'État chargé du Développement et de la Coordination de l'action gouvernementale | Bloc républicain                       | 25 mai 2021                            | En fonction                            | Talon II                               |

## Galerie photos

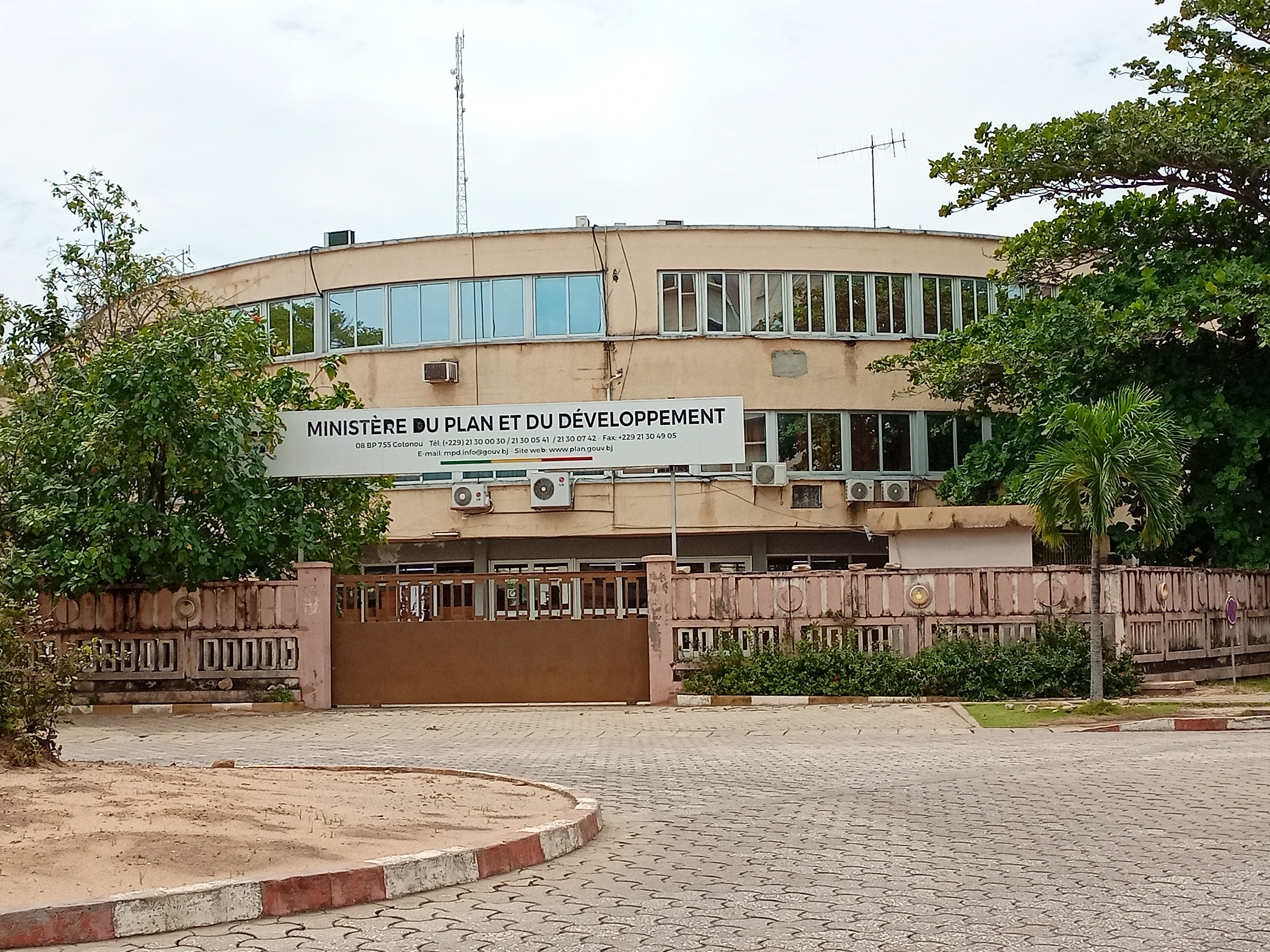
Ministère du Plan et de développement au Bénin
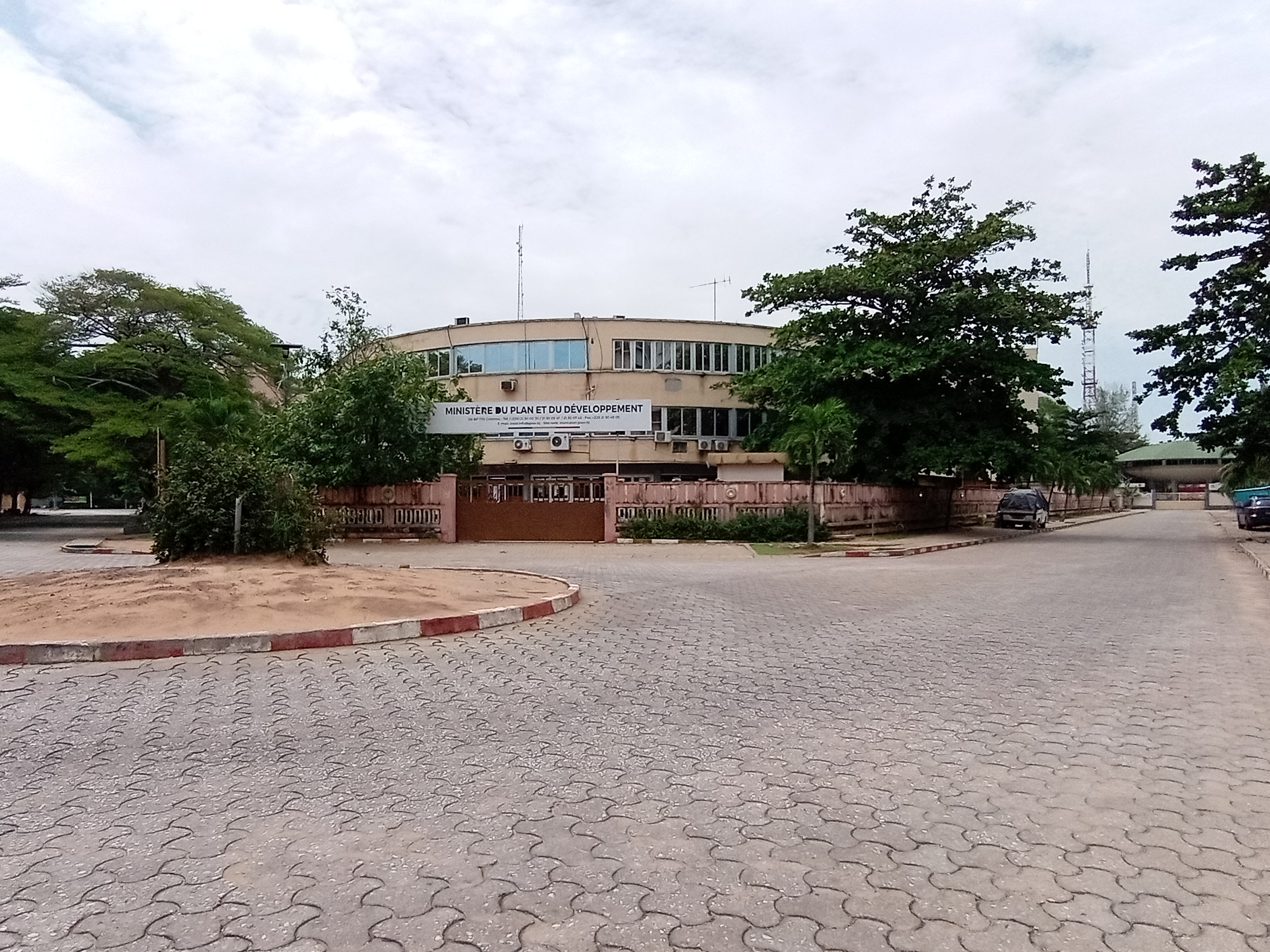
Ministère du Plan et de Développement au Bénin vu de loin
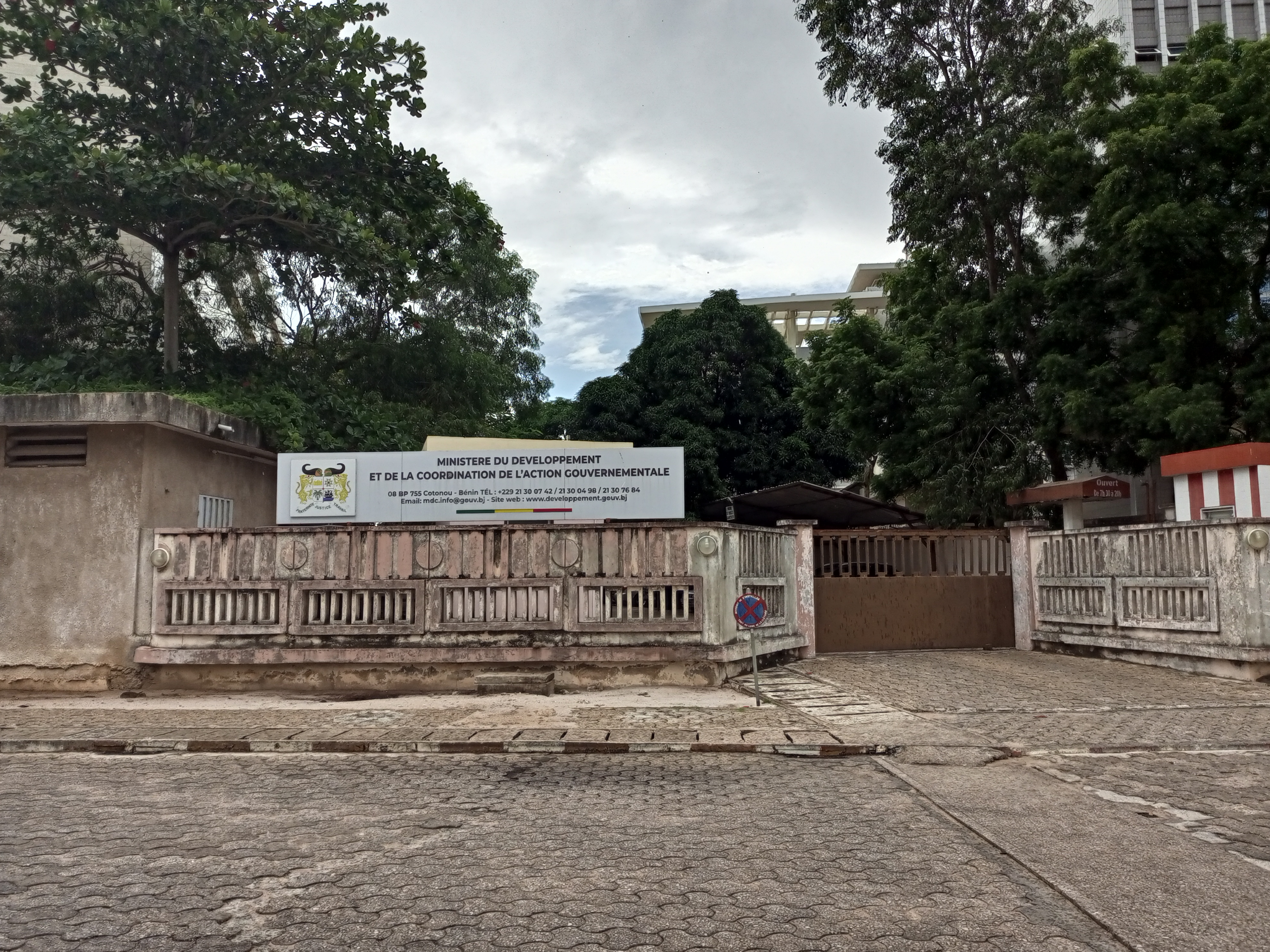
Sortie du ministère du Développement et de la Coordination de l'action gouvernementale